# Loïc Taillebrest
Loïc Taillebrest, né le 14 août 1961 est un musicien français. Il a notamment joué avec Soldat Louis, Hugues Aufray, Manau, I Muvrini, Cheb Mami, Bonnie Tyler, Wasis Diop, Sting, L'Ange Vert,  Mike Oldfield, Djura, Penumbra...
Il est titulaire d'un diplôme d'État en musiques traditionnelles.
Il a été le penn-soner du Bagad de Lann-Bihoué et du Bagad Keriz.
Il est le fondateur du groupe Breizh Amazir.
Il joue plusieurs types d'instruments, dont la flûte, la cornemuse, l'accordéon et la bombarde.

## Autres activités
Depuis mars 2014 il est maire de la commune de Montagny-en-Vexin dans l'Oise. 